# Ben Alnwick
Benjamin Robert "Ben" Alnwick, född 1 januari 1987, är en engelsk fotbollsmålvakt.
Ben Alnwick spelade 2007–2012 för Tottenham Hotspur, dit han kom från Sunderland. Han blev sedermera utlånad till sju olika klubbar under sin tid i Tottenham. Klubbarna är Luton Town, Leicester City, Carlisle United, Norwich City, Leeds United, Doncaster Rovers och Leyton Orient. 
Han har även spelat i Englands U16, U17, U18, U19 och U21-landslag.

## Karriär
Efter att inte spelat några matcher under den första halvan av säsongen 2019/2020 kom Alnwick och Bolton Wanderers överens i december 2019 om att bryta hans kontrakt.